# Svartgölen (Västra Eds socken, Småland)
Svartgölen är en sjö i Västerviks kommun i Småland och ingår i Vindån-Storåns huvudavrinningsområde. Sjön är 4,7 meter djup, har en yta på 0,071 kvadratkilometer och befinner sig 34,3 meter över havet.

## Delavrinningsområde
Svartgölen ingår i det delavrinningsområde (642492-154713) som SMHI kallar för Rinner mot Syrsan. Medelhöjden är 23 meter över havet och ytan är 24,44 kvadratkilometer. Det finns inga avrinningsområden uppströms utan avrinningsområdet är högsta punkten. Avrinningsområdets utflöde mynnar i havet, utan att ha någon enskild mynningsplats. Avrinningsområdet består mestadels av skog (68 %) och jordbruk (20 %). Avrinningsområdet har 0,27 kvadratkilometer vattenytor vilket ger det en sjöprocent på 1,1 %.